# John Arden
John Arden (26. října 1930, Barnsley – 28. března 2012, Galway) byl anglický dramatik.

## Tvorba
Jeho práce směřuje k odkrytí sociálních problémů osobních vztahů. Poprvé vzbudil pozornost rozhlasovou hrou The Life of Man v roce 1956 poté, co ukončil Univerzitu v Cambridgi.
Jeho hra Serjeant Musgrave's Dance z roku 1959, která pojednává o protestech proti válce a jejich realitě, je považována za jeho nejlepší dílo. Arden měl pověst jednoho z největších dramatiků od vzniku hry Look Back in Anger. Jeho práce je silně ovlivněna dramatikem Bertoltem Brechtem a epickým divadlem. Mezi jeho další hry patří Live Like Pigs, The Workhouse Donkey a Armstrong's Last Goodnight, přičemž poslední z nich byla uvedena na jevišti národního divadla (v hlavní roli Albert Finney).
Vynikal množstvím veřejných hádek s divadelním vedením – se svou manželkou a spoluautorkou několika jeho her Margarettou D'Arcy demonstroval premiéru své hry The Island of the Mighty; napsali také několik her, které vysoce kritizují přítomnost Britů v Irsku a vojensko-průmyslový komplex.
Napsal také několik románů, jako například Silence Among the Weapons a Books of Bale o protestantském obhájci Johnu Baleovi.